# Ондатра
Онда̀трата (Ondatra zibethicus) е вид бозайник, гризач от семейство Хомякови (Cricetidae). Естествено е разпространена в Северна Америка, а е изкуствено заселена и впоследствие естествено разселена в по-голямата част от Европа (вкл. България), Северозападна Азия и континенталната част на Далечния изток.

## Физически характеристики
Тялото на възрастната ондатра е дълго ок. 25–30 см, а опашката – 20–28 см. Теглото е около 1 кг. Ушите са къси. Опашката е покрита с редки косми и дребни люспи и е странично сплесната. Има частична плавателна ципа между пръстите на задните крайници. Космената покривка се състои от меки и осилести косми. Оцветяването най-често е кестенявокафяво, но може да варира от охрово-кафяво до напълно черно. Малките са сиво-кафяви. През зимата козината става по-тъмна, гъста и лъскава. Притежава жлези, отделящи мускусен секрет и затова се нарича също и мускусен плъх Зъбната формула на ондатрата, подобно на останалите представители на семейство Хомякови, е (i 1/1, c 0/0, p 0/0, m 3/3) х 2 = 16.

## Разпространение
Родината на ондатрата е Северна Америка, където тя е широко разпространена. Заради стопанското значение на кожата ѝ е интродуцирана в редица европейски държави, в т. ч. и България. Среща се и в Сибир, Казахстан, Монголия и Китай. В началото на XX век е пренесена в Чехословакия с цел изкуствено отглеждане за добив на кожи. Ареалът бързо се разпростира по поречието на Дунав и за 70–80 години достига делтата на реката.
Животни от СССР допълнително са внесени през 1956 г. в езерото Сребърна от Горското стопанство в Силистра пак с цел добив на кожи. За кратко време числеността на популацията силно се повишава.

## Местообитание
Ондатрата обитава брегове на реки, езера, блата и канали. Води полуводен начин на живот, като отлично плува и се гмурка под водата. Най-често се среща в заблатени местности в устията на реките и в маловодни водоеми с брегове, покрити с буйна тревиста растителност. Копае сложни дупки в бреговете на водоемите с вход под равнището на водата. Гнездовата камера се намира над водното равнище. При заблатени и ниски брегове строи куполообразни къщички, високи повече от 1 м и с приблизително същият диаметър, от сухи клонки, треви или натрошени тръстикови стъбла. През зимата строи къщички върху заледената повърхност на водоемите, пробива дупка в леда отдолу и търси храна под водата. Едно семейство може да построи и използва няколко къщички.

## Хранене
Ондатрата прави хранителни площадки сред тръстиката и другите водни растения. Тя е почти изключително растителноядна. Напролет се храни с млади стъбла и листа, а през останалата част от годината с коренища. Предпочитана храна са младите връхчета на тръстиката, преди още да се покажат над повърхността на водата. Яде още и животинска храна – мекотели, раци, червеи, жаби и риби. В началото на 60-те години на XX век български специалисти изследват стомашното съдържание на 300 ондатри, уловени в Сребърна и не откриват нито един пример за храна от животински произход.
Активна е предимно сутрин и привечер.

## Размножаване и развитие
Размножава се от 1 до 4 пъти през годината. Бременността трае ок. 25 дни. Ражда ок. 6–8 малки. Малките бозаят около месец, след което стават самостоятелни и при благоприятни климатични условия започват да се размножават още през същата година.

## Значение за човека

### Стопанско значение
Ондатрата е обект на промишлен лов заради кожата ѝ, която се ползва от кожухарската индустрия. Тя заема едно от първите места по добив на ценни кожи сред животинските видове в световен мащаб.
До 1975 г. за един зимен сезон в Сребърна за добив на кожи са улавяни между 200 и 300 ондатри, чрез поставяне на челюстни капани до отвора в ледената кора под къщичките на животните. За ушиването на едно палто са необходими ок. 150–170 кожи, тъй като се използва само гръбната част, където косъмът е най-добър. Поради очевидната липса на икономически основания за допускането на ловци на ондатри в защитената територия, през 1975 г. Министерството на горите забранява улова на животните в Сребърна.
Месото на ондатрата се използва за храна.

### Преносител на болести
Ондатрата е преносител на причинителя на острото инфекциозно заболяване туларемия. През 60-те години на XX век сътрудници на Висшия военномедицински институт откриват причинителя на туларемията най-напред в ондатрата, а след това във водните плъхове, в дивите зайци и др. представители на фауната в резервата Сребърна. Цялото околно население е ваксинирано против болестта.